# Soledad Arroyo
Soledad Arroyo Sánchez (Madrid, 7 de junio de 1965) es una periodista y presentadora española.

## Biografía
Soledad Arroyo es licenciada en Periodismo por la Facultad de Comunicación de la Universidad Complutense de Madrid. 
Ha trabajado en Televisión Española (1989-1992) y Antena 3 Television (1992-presente), donde ha desarrollado la mayor parte de su carrera. 
Durante más de una década se ha dedicado a la elaboración de reportajes para diferentes programas, como Al filo de la ley, Cita con la vida, A toda página, Alerta 112 o Espejo público, a cuyo equipo fundacional perteneció.
Estuvo 13 años presentando varios espacios de Antena 3 noticias. Desde 2004 trabaja como reportera en la redacción de noticias.
En 2013 publicó su primer libro, Los bebés robados de Sor María. Testimonios de un comercio cruel.

### Ensayo
- Los bebés robados de Sor María. Testimonios de un comercio cruel. (Editorial RBA, 2013)